# IEEE 802.11i-2004
IEEE 802.11i-2004 또는 IEEE 802.11i는 WPA2으로서 구현한 IEEE 802.11의 수정판이다. 표준의 초안은 2004년 6월 34일 비준되었다. 이 표준은 무선 네트워크의 보안 메커니즘을 규정한다.

## 같이 보기
- IEEE 802.1AE